# Libnotes joanae
Libnotes joanae är en tvåvingeart som först beskrevs av Alexander 1975.  Libnotes joanae ingår i släktet Libnotes och familjen småharkrankar.
Artens utbredningsområde är Nigeria. Inga underarter finns listade i Catalogue of Life.